# Młyn wodny w Brzeźnicy
Młyn wodny w Brzeźnicy – murowany młyn wodny z XVIII wieku przebudowany w latach 20. XX wieku, obecnie odrestaurowany i sprawny. Znajduje się we wsi Brzeźnica przy ul. Leśnej w powiecie raciborskim, w województwie śląskim. Młyn zasilany jest wodą z pobliskiego strumienia.

## Historia

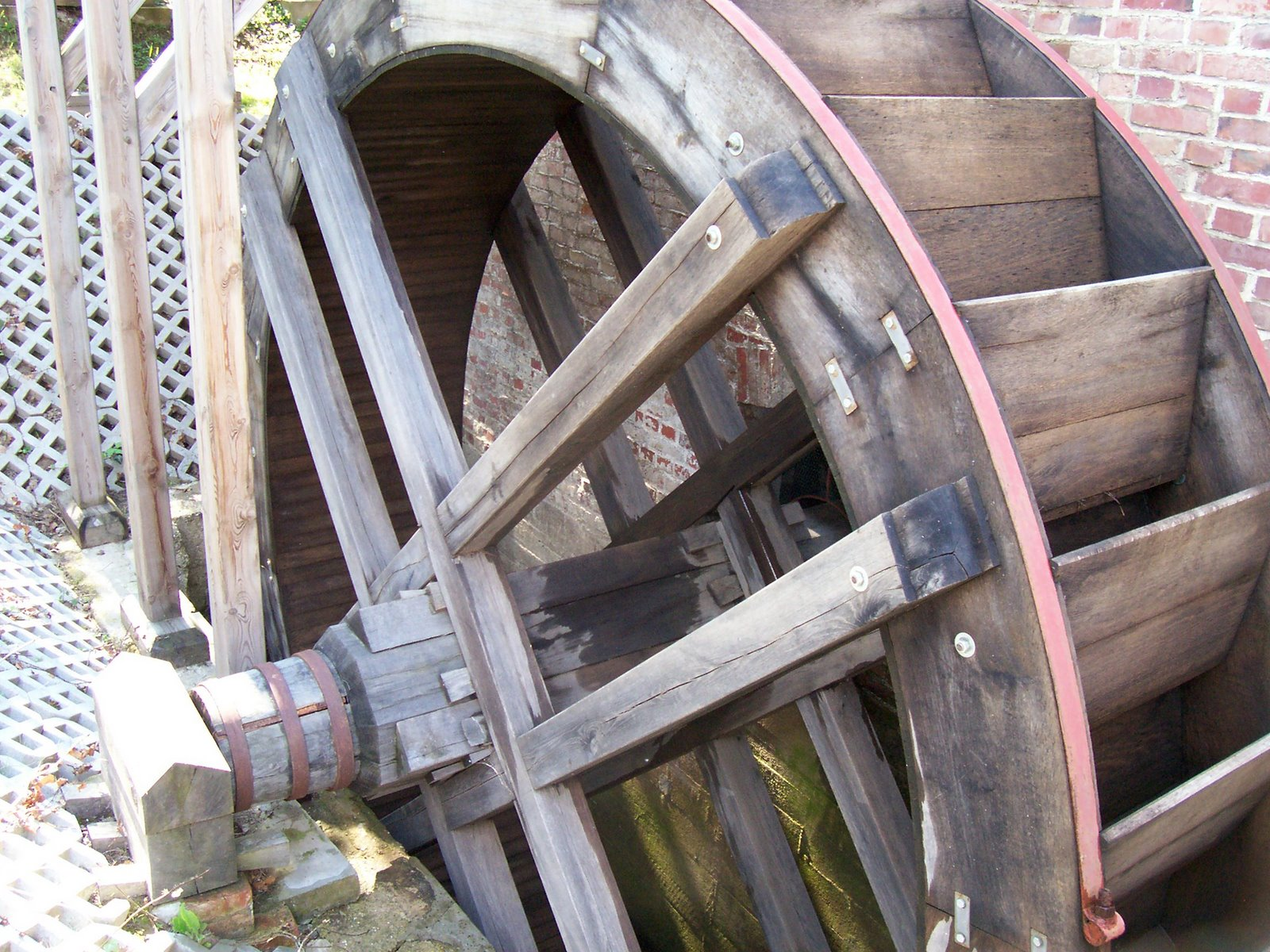
Młyn – koło wodne

Początkowo na miejscu obecnej budowli istniał młyn wodny z XVIII wieku zbudowany z drewna i kamienia. W latach 20. XX wieku został on zburzony, a na jego miejscu powstała murowana budowla. Do 1946 roku młyn był użytkowany, ale w wyniku nacjonalizacji został zamknięty. 
Przed wojną młyn był w posiadaniu niejakiego Miki, który po wojnie zginął wchodząc na minę na swoim polu. Po śmierci młynarza budowlą zajęły się jego żona i córka, bowiem syn był w radzieckiej niewoli. 

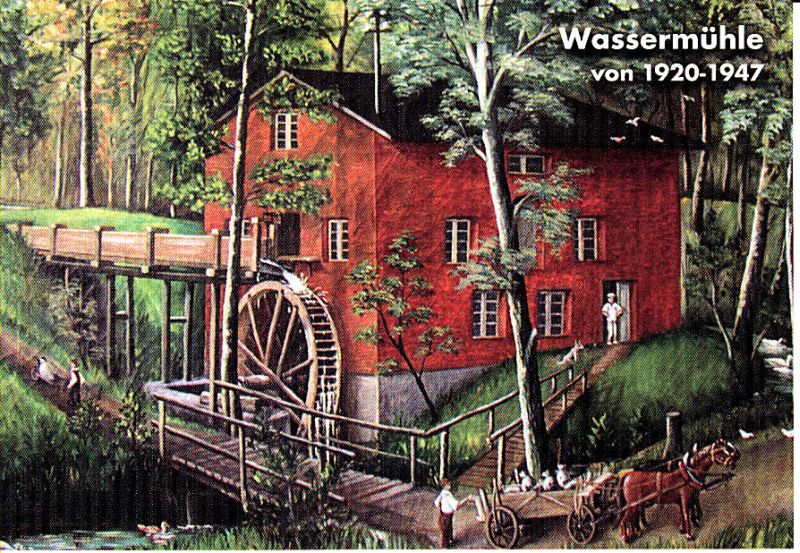
Młyn w Brzeźnicy

Niestety kobiety nie znały się na młynarstwie i tak młyn został kilkanaście razy zamulony gliną i zalany.
W czasie kiedy budowla nie funkcjonowała, zasypano znajdujący się za nim rów młyński oraz dwa stawy, których rolą było odprowadzanie nadmiaru wody z młyna. W 1994 roku budowlę przejęła firma Alston z Bawarii, która chciała przerobić budynek na kwatery dla swoich pracowników. Ostatecznie z tych planów nic nie wyszło, a firma przekazała budowlę Górnośląskiemu Centrum Kultury i Spotkań im. Eichendorffa w Łubowicach.
Centrum za sprawą Leonarda Wochnika postanowiło odnowić obiekt. Młyn odnawiany był przy pomocy Gerharda Simona z Rinteln, mistrza młynarskiego z Niemiec. Podczas prac remontowych pogłębiono fundamenty, zabezpieczono dach oraz przywrócono koło młyńskie wraz z rowem. 27 sierpnia 2006 roku dokonano uroczystego uruchomienia.

## Joseph von Eichendorff
Joseph von Eichendorff urodzony i wychowany w pobliskich Łubowicach bardzo często odwiedzał młyn w Brzeźnicy. W cieniu tej budowli poeta lubił odpoczywać oraz tworzyć swoje wiersze. Z tym miejscem wiąże Eichendorffa także nieszczęśliwa miłość do córki młynarza Millera. Jej rodzice przeciwni temu związkowi wysłali ją do krewnych w Austrii, a Eichendorff, nie spotkawszy swojej miłości, napisał wiersz Złamany pierścionek (Das zerbrochene Ringlein). Wiersz ten również znany jest pod tytułem W chłodnej dolinie (In einem kühlen Grunde) i jest często śpiewany przez chóry podczas występów. W latach 1936–1945 Brzeźnica nosiła nazwę Eichendorffmühl.
| Złamany pierścionek Jest chłodna hen dolina, Tam wodny chodzi młyn, Zniknęła ma dziewczyna, Co dom swój miała w nim. Być wierną ślubowała, Pierścionek od niej mam, Lecz słowo swe złamała I pękł pierścionek sam. Chcę na mej lutni grając W daleki ruszyć świat I pieśni me śpiewając Wędrować pośród chat. Joseph von Eichendorff | Das zerbrochene Ringlein In einem kühlen Grunde, Da geht ein Mühlen rad; Mein Liebchen ist verschwunden, Das dort gewohnet hat. Sie hat mir Treu' versprochen, Gab mir ein' Ring dabei, Sie hat die Treu' gebrochen, Das Ringlein sprang entzwei. Ich möcht' als Spielmann reisen Wohl in die Welt hinaus Und singen meine Weisen Und geh' von Haus zu Haus. Joseph von Eichendorff |